# Haussonville
Haussonville település Franciaországban, Meurthe-et-Moselle megyében. Lakosainak száma 318 fő (2022. január 1.). Haussonville Barbonville, Crévéchamps, Domptail-en-l’Air, Ferrières, Romain, Saffais, Saint-Mard és Velle-sur-Moselle községekkel határos.

## Népesség
A település népességének változása:
| Lakosok száma | 176  | 231  | 282  | 319  | 307  | 303  | 303  | 305  | 307  | 318  |
|               | 1968 | 1982 | 1990 | 2006 | 2013 | 2015 | 2017 | 2019 | 2020 | 2022 |